# ال پینی د برای
ال پینی د برای (به اسپانیایی: El Pinell de Brai) یک شهرستان در اسپانیا است که در ترا آلتا واقع شده‌است.

## خصوصیات
ال پینی د برای ۵۷ کیلومترمربع مساحت و ۱٬۱۷۴ نفر جمعیت دارد و ۱۰۱ متر بالاتر از سطح دریا واقع شده‌است.